# Notre-Dame de Łukawiec
 (mars 2020).
Notre-Dame de Łukawiec (en polonais : Matka Boża Łukawiecka), anciennement Notre-Dame de Tartaków (en polonais : Matka Boża Tartakowska), également connue sous le nom de Notre-Dame Pleine de Grâces (en polonais : Matka Boża Łaskawa) est une icône catholique romaine de la Bienheureuse Vierge Marie.

## Description
La peinture montre la Mère de Dieu debout, le pied sur un croissant. Marie est vêtue d'une longue robe jusqu'à terre, avec un manteau bleu foncé. Ses cheveux sont déliés, atteignant ses épaules, et sa tête est tournée vers la droite, légèrement inclinée vers le bas. Marie a les yeux légèrement fermés et son visage est attentif et doux. Les mains sont jointes pour la prière. Dans la partie inférieure du tableau, sous les pieds de la Mère de Dieu, le dragon ailé est en train de mourir, à côté de la pomme gisant sur le sol. Au-dessus de la figure de Mère de Dieu flotte Dieu le Père avec une barbe grise, vêtu de tunique et manteau, étendant ses mains sur Marie, la protégeant ainsi que la Terre entière. De part et d'autre figurent des symboles mariaux comme des lys parmi les épines, le miroir de la justice et l'arbre de vie sur le côté gauche, et la porte bleue, le buisson ardent et la tour de David sur la droite. Des nuages sont visibles à l'horizon. Les couleurs de la partie supérieure sont lumineuses, tandis que le bas, dans la partie du dragon, les couleurs sont sombres, formant contraste.

## Histoire
La peinture a été peinte sur une toile collée au tableau au début du XVIIe siècle par un peintre italien et placée au château de Potocki dans la ville de Tartaków. « Il imagine la Bienheureuse Vierge Marie avec les mains jointes pour prier, debout sur la lune, sous laquelle le serpent enroulé mord la pomme. Au-dessus d'elle, Dieu le Père étend ses mains ». Après le grand incendie du château, le tableau a trouvé son chemin vers l'aumônier Stanisław Potocki et le curé local Mikołaj Kucharski en 1727. Après sa mort, l'image de la Sainte Vierge a été placée en 1764 dans l'église catholique locale au-dessus des fonts baptismaux et presque dès le début, il a commencé à être célèbre pour ses faveurs, ce qui signifie qu'il a été déplacé l'année suivante vers le haut autel. En 1765, du 9 au 24 mars, le tableau, comme il était décrit, « pleurait ». Aux yeux de Notre-Dame, des larmes sanglantes ont coulé, qui sont tombées ou séchées dans l'image. À cette époque, une lueur claire était visible au-dessus de l'église, de sorte qu'on pensait qu'un incendie allait éclater. Beaucoup de gens ont également vu que l'image était colorée. En 1777, le tableau est considéré comme miraculeux et placé deux ans plus tard dans un bâtiment spécialement préparé, à l'initiative du prêtre Kostkiewicz, un nouvel immense autel principal. Dans un livre spécial, 407 cas de miracles sont attribués à l'image, et sont recensés plus de 300 cadeaux pour les grâces reçues (soi-disant votifs).
En 1944,  le tableau a été sauvé de la destruction grâce aux Polonais, grâce à sa déportation vers l'église en bois de l'Épiphanie à Łukawiec près de Lubaczów. Initialement, en 1963, le tableau se retrouve à Lubaczów, et la paroisse de Tarnoszyn le recherche également. Cependant, le tableau, célèbre pour ses grâces, a finalement été remis à la paroisse de Łukawiec. En raison du nombre croissant de croyants, à la fois de Łukawiec et de Tartaków, il a été décidé de construire une nouvelle église à Łukawiec. L'église de la Bienheureuse Vierge Marie Reine de Pologne à Łukawiec a été consacrée par Marian Jaworski en 1990. La même année, l'image de Marie a été placée dans l'autel principal. La nouvelle église est devenue le sanctuaire de Notre-Dame de Łukawiec. Le 3 juin 1991, le tableau est couronné à Lubaczów par le pape Jean-Paul II lors d'un de ses pèlerinages en Pologne. Le 15 mai 2004, une copie dédiée et couronnée du tableau a été donnée à l'église de Tartaków. En 2016, la peinture a subi une rénovation à Cracovie. Le 3 juin 2016, le 25e anniversaire du couronnement de l'image miraculeuse de Notre-Dame de Łukawiec est advenu. À cette occasion, un nouvel immense autel a été construit dans l'église paroissiale. Le 4 juin 2016, une photo miraculeuse a été placée dans le nouvel autel. La consécration du nouvel autel a été faite par l'archevêque Mieczysław Mokrzycki, qui vient de Łukawiec le 8 juin 2016 lors des principales célébrations de l'anniversaire. Désormais, l'image est solennellement dévoilée et accompagnée par le son d'une fanfare et d'une chanson à la Mère de Dieu.